# Darkness (Byron)
"Darkness" ("Duisternis") is een somber 82-regelig gedicht van Lord Byron uit 1816. Dat jaar werd bekend als het "jaar zonder zomer". Dit was vanwege de uitbarsting van de vulkaan Tambora in 1815 in het huidige Indonesië, die grote delen van Europa met as bedekte en koude en duisternis bracht. Sommigen dachten dat het einde van de wereld nabij was. De blijvende mist en aanhoudende regen leidden toen tot mislukte oogsten en wijdverspreide hongersnood.
Aan het begin van het apocalyptische gedicht zegt de spreker dat hij de gebeurtenissen zal beschrijven als een "droom" maar "niet geheel een droom" (versregel 1). Dit verwijst naar de wijdverbreide reactie in Europa op de zomer die nooit kwam: mensen waren verbaasd omdat ze het gevoel hadden dat ze leefden in een soort vreemd alternatief universum waarin de zomer kil en guur was. Het gedicht beschrijft verder de koude, sombere aarde waar mensen aangewezen zijn op hun overlevingsinstinct in deze lange periode van duisternis en wanhoop. Vogels vallen uit de lucht, slangen verliezen hun gif, voedselvoorraden raken op, en mensen worden uiteindelijk kannibalen. Tegen het einde van het gedicht leidt dit tot het uitsterven van de mensheid en wordt de aarde een kale rots.
Beginregels van Darkness
I had a dream, which was not all a dream. 
The bright sun was extinguish'd, and the stars 
Did wander darkling in the eternal space, 
Rayless, and pathless, and the icy earth 
Swung blind and blackening in the moonless air;
Vertaling
Ik had een droom, maar niet geheel een droom.
De zon was uitgedoofd en de stervende sterren
Zwierven in d' eeuwige ruimte, van stralen beroofd, 
En zonder doel; en de donkere ijzige aarde
Hing blind en zwart in de maanverlaten lucht;
(Jules Grandgagnage, 2020)